# Элли (крейсер)
Элли (греч.  Κ/Δ Έλλη ), изначально Fei Hong — бронепалубный крейсер типа «Чао Хо», состоявший в первой половины XX века на вооружении флота Греции. В греческой историографии классифицируется как лёгкий крейсер. Назван в честь победы греческого флота над турецким у мыса Элли в Первой Балканской войне. Участвовал в Первой мировой войне.
Крейсер Элли был потоплен итальянской подлодкой в мирное время, 15 августа 1940 года, что стало одной из основных тем греческой военной пропаганды в последовавшей Греко-итальянской войне.

## Строительство корабля. Включение в состав греческого флота
Корабль был заказан в США Китайским правительством в 1911 году, под именем Fei Hong, будучи третьим и последним в серии кораблём этого типа (Крейсера типа «Чао-Хо»). Однако после Синьхайской революции 1911—1912 годов, китайское правительство отменило заказ.
Накануне Первой мировой войны, 30 июня 1914 года, Греция в спешном порядке закупила в США линкоры «Лемнос» и «Килкис» постройки 1905 года. Несмотря на свою тихоходность (макс. 17 узлов) и малый для океана надводный борт, линкоры были существенным пополнением для греческого флота. Одновременно греческое правительство закупило в США последний из лёгких крейсеров типа «Чао-Хо», от которого китайцы отказались, и строительство которого американская фирма New York Shipbuilding завершила в конце 1913 — начале 1914 года. Крейсер был назван «Элли», в честь победы греческого флота над турецким в Первую Балканскую войну.

## В период Первой мировой войны
С началом мировой войны противостояние между премьер-министром Греции Э. Венизелосом, призывавшего к вступлению страны в войну на стороне Антанты, и ориентровавшегося на Германию короля Константина, настаивавшего на нейтралитете, привело к Национальному расколу.
16 сентября 1916 года Венизелос и бывший командующий флотом адмирал Павлос Кунтуриотис образовали в македонской столице, городе Фессалоники дружественное Антанте революционное «Правительство Национальной Обороны»: 351, в то время как Антанта рассматривала правительство в Афинах как минимум недружественным.
Французское правительство приказало адмиралу Дартижу дю Фурнье занять Пирей, потребовать изгнания немецкого посла из Афин:351 и занять базу королевского греческого флота в Саламине:353. 25 октября (7 ноября), в атмосфере раскола на греческом флоте и отсутствия чётких приказов со стороны короля, французский флот занял Саламин практически без сопротивления. Французы захватили и мобилизовали под французским флагом и с французскими экипажами почти все корабли греческого так называемого «лёгкого флота» (лёгкий крейсер «Элли», 14 эсминцев, 5 миноносцев).
По мере развёртывания греческих дивизий на Македонском фронте, в 1917 году союзники начали возвращать конфискованные корабли греческому флоту. Были возвращены практически все корабли, в том числе и крейсер «Элли».
Сразу после окончания Первой мировой войны премьер-министр Франции Жорж Клемансо попросил Э. Венизелоса отправить греческие войска на юг России, в поддержку высадившихся там французских частей и Белого движения. Венизелос ответил положительно, предложив целый корпус немногочисленной греческой армии в составе 3-х дивизий, то есть силы, превышающие французские. Предложение было сделано в обмен на поддержку претензий Греции на территории в Восточной Фракии и Малой Азии, сохранявшие своё коренное греческое население:362. В том, что касается флота, в конце 1918 года греческий флот располагал 19 кораблями, чьи размеры и автономия позволяли им действовать в Чёрном море: в Украинском походе греческой армии приняли участие 13 кораблей, не были использованы 6, в том числе крейсер «Элли», в силу технической неготовности.

## Период Малоазийского похода
В начале 1920 года во Франции на крейсере «Элли», одновременно с флагманом флота, броненосном крейсере «Георгиос Авероф», были произведены модернизационные работы. «Элли» приобрёл современное противовоздушное вооружение и оборудование для перевозки и укладки до 100 морских мин.
Между тем, с 1919 года Греция была вовлечена союзниками в Малоазийский поход. Однако с ноября 1920 года, когда в Греции к власти вновь пришёл король Константин, Италия, а затем Франция, стали открыто поддерживать турок. На всём протяжении трёх лет Малоазийского похода основной задачей греческого флота была блокада побережья Малой Азии, с целью помешать снабжению сил кемалистов оружием, боеприпасами и другим снабжением. В одном из самых известных эпизодов этой блокады отмечен крейсер «Элли».
Греческий лётчик Псарудакис, посадивший в тумане свой самолёт в итальянской зоне оккупации, был заключён итальянцами в тюрьму до самого окончания войны. Однако и из тюрьмы Псарудакис сумел передать информацию в Морское министерство в Афины, что на итальянском судне будут доставлены туркам новые итальянские самолёты. На перехват был послан крейсер «Элли». При досмотре были обнаружены и конфискованы 8 новых итальянских истребителей типа Ansaldo A-1 Balilla, которые были доставлены в Татой под Афинами.
Правление монархистов и геополитические перемены в конечном итоге привели к Малоазийской катастрофе. Греческая армия оставила Малую Азию. 26 августа/7 сентября находившейся в Смирне эскадре, в составе линкоров «Лемнос» и «Килкис», крейсера «Элли», эсминцев «Аспис» и «Сфендони»" и вспомогательного крейсера «Наксос», под командованием контр-адмирала Г. Каламидаса, было приказано уйти из города. Первыми вышли линкоры, за ними последовали «Элли» и эсминцы. Последним отошёл «Наксос». При уходе греческой эскадры из Смирны оркестры стоявших там итальянского линкора «Кайо Дуилио» и французских крейсеров «Вальдек-Руссо» и «Эрнест Ренан», соблюдая союзнический военный этикет, исполняли греческий национальный гимн, что в греческой историографии и сегодняшней публицистике, в лучшем случае, вызывает горькую иронию.
Не выходя из Смирненского залива, эскадра ночью отдала якоря у побережья Вурла Эритрейского полуострова. В ту же ночь капитану линкора «Килкис», И. Теофанидису было приказано возглавить эскадру, в которую, кроме его линкора, вошли «Элли» и эсминцы «Аспис» и «Велос». Задачей эскадры была огневая поддержка частей, уходящих из Смирны к Чешме. Операция началась 27 августа/8 сентября и завершилась 3/16 сентября. Остальные корабли флота выполняли подобную задачу в других регионах Ионии. В частности, при огневой поддержке миноносца «Тетис» стала возможной эвакуация из Дикили на Лесбос на пароходах «Иония» и «Этолия» героической Отдельной дивизии и пришедших к побережью вместе с дивизией 3000 беженцев.
Авангард турецкой армии вошёл в Смирну 28 августа/9 сентября, после чего этот преимущественно христианский город был сожжён турками, а христианское население было подвергнуто резне. Примечательно, что в этот последний период Малоазийского похода под командованием капитана П. Иоаннидиса на «Элли» служил будущий король Греции, принц Павел.

## Накануне Второй мировой войны
Скудные финансовые ресурсы Греции не позволяли значительного увеличения морских сил. Исследователь Димитрис Галон считает, что в значительной степени ограничение довоенных финансовых возможностей греческого государства было связано с тем, что после 1922 года Греция была вынуждена принять 1,25 миллионов беженцев из Малой Азии и Восточной Фракии, и что эта проблема оставалась острой до начала Второй мировой войны.
Страна была вынуждена ограничить покупку дорогостоящих новых кораблей, состав флота в своём большинстве оставался неизменным с Первой мировой войны и немногочисленные субсидии были направлены на программу фортфикаций, снабжение кораблей флота необходимыми боеприпасами
Несмотря на то, что торговый флот Греции был уже задействован в начавшейся войне, посредством подписанного в январе 1940 года англо-греческого Военного торгового соглашения (англ. War Trade Agreement), правительство генерала Метаксаса заявляло о своём нейтралитете и пыталось удержать Грецию вне войны. Многочисленные итальянские провокации накануне войны либо замалчивались, либо приписывались «неизвестным» самолётам и кораблям. 12 июля 1940 года 3 итальянских самолёта совершили бомбёжку и пулемётный обстрел вспомогательного судна «Орион», когда оно обслуживало маяк на острове Грамвуса. Подоспевший на спасение «Ориона» эсминец «Идра» также подвергся бомбардировке в греческих территориальных водах:122.
«Орион», формы которого напоминали танкер, в течение последующих 2 месяцев подвергся нападению ещё 2 раза:123.
31 июля 1940 года итальянский самолёт сбросил 4 бомбы на 2 греческих эсминца стоявших в Навпакте, но не поразил свои цели:121. 2 августа итальянский самолёт сбросил 6 бомб на катер «А-6» греческой таможни в Коринфском заливе:123.

## Потопление крейсера «Элли»
Кульминация итальянских провокаций и вызовов наступила 15 августа 1940 года. В этот день православная Греция празднует Успение Богородицы, и главное празднование происходит на острове Тинос, в Церкви Благовещения. По традиции ВМФ присылал на остров корабль, экипаж которого являлся почётным караулом при выносе чудотворной иконы Богородицы. В 1940 году эта честь была предоставлена старому крейсеру «Элли», который встал на якоре на рейде Тиноса.
Именно в этот день, в мирное время, итальянская подлодка «Дельфино» атаковала на рейде Тиноса «Элли». По «Элли» были выпущены три торпеды, одна из которых поразила крейсер в районе котельного отделения, что вызвало пожар и потопление корабля. Погибли девять младших офицеров и моряков, 24 были ранены. Итальянская подлодка попыталась также торпедировать пассажирские суда «Элси» и «Эсперос», но выпущенные по ним торпеды лишь повредили часть причала.
Торпедирование и потопление у причала, в мирное время, «неопознанной» подводной лодкой старого крейсера, было, по выражению (после войны) итальянского посла в Афинах, Эмманнуэле Грацци, «гнусной акцией» против не имеющего военного значения корабля:136.
Грацци пишет, что «в душе греческого народа не было и малейшего сомнения» в том кто совершил этот акт, и что результатом «преступления на Тиносе» было «почти чудотворное объединение греческого народа», до того разделённого политическими страстями:136.

## Впоследствии
Осколки торпед были подняты, и специалисты флота однозначно определили, что это итальянские торпеды. Однако греческое правительство, пытаясь избежать войны с Италией, продолжало утверждать, что речь идёт о подлодке неизвестной принадлежности.
Но, несмотря на все усилия греческого правительства, избежать войны не удалось. Греко-итальянская война началась через 2 месяца, 28 октября.
Принадлежность подлодки, потопившей «Элли» в мирное время и в день православного праздника теперь не только не замалчивалась, но стала одним из основных аспектов греческой военной пропаганды, играя на оскорблённых религиозных чувствах православной Греции и чувствах возмездия за вероломство.
В последних кадрах ставшего известным в войну небольшого пропагандистского мультипликационного фильма С. Поленакиса муза Истории выбрасывает Муссолини в море, он идёт на дно и садится задом на мачту крейсера «Элли».

## После войны
После войны Италия выплатила репарации за ущерб, причинённый Греции в годы оккупации страны. Вопрос о компенсации за потопленный до начала войны «Элли» был рассмотрен отдельно. В 1950 году в качестве компенсации за «Элли» Италия передала греческому флоту крейсер «Эудженио ди Савойя», который также получил имя Элли (Κ/Δ Έλλη II). «Элли II» был выведен из состава греческого флота в 1973 году.

## Сегодня
В 1982 году греческий флот получил в Голландии фрегат «Элли» типа «Кортенар», положивший начало серии фрегатов этого типа, находящихся в составе греческого флота по сегодняшний (2019) день.
- На набережной Тиноса установлен памятник погибшим в мирное время морякам крейсера «Элли».
- Каждый год, 15 августа, на острове Тинос празднуют Богородицу. Наряду с церковными празднествами утвердился церемониал памяти крейсера «Элли». Представители правительства и командования флота сбрасывают с военного корабля венок на месте гибели крейсера, «в морскую могилу Элли». Чаще всего это происходит с фрегата «Элли»[8][9].